# Aegiochus cyclops
Aegiochus cyclops är en kräftdjursart som först beskrevs av William Aitcheson Haswell 1882.  Aegiochus cyclops ingår i släktet Aegiochus och familjen Aegidae. Inga underarter finns listade i Catalogue of Life.